# Bryan Forbes
Bryan Forbes, CBE, född John Theobald Clarke 22 juli 1926 i Stratford i London, död 8 maj 2013 i Virginia Water i Surrey, var en brittisk filmregissör, skådespelare och författare.
Bryan Forbes inledde sin karriär som skådespelare och var mest känd för roller i filmer som Det är från polisen (1954), Mästerrymmarna på Colditz (1954) och Kanonerna på Navarone (1961). Han övergick senare till att bli regissör och hade där störst framgångar med filmer som Oskyldiga ögon (1961), Fruarna i Stepford (1975) och Glasskon och rosen (1976).
Bryan Forbes gjorde sig även ett namn som thrillerförfattare med böcker som Spel utan slut (1987), Spel bland skuggor (1990) och Kurragömma (1994).

## Filmografi (urval)
| Som skådespelare - 1949 – Det hemliga rummet - 1950 – Trähästen - 1952 – Stormfågel - 1953 – Attack i natten - 1953 – Smugglarskeppet - 1954 – Miljonpundssedeln - 1954 – Det är från polisen - 1955 – Mästerrymmarna på Colditz - 1957 – Experiment Quatermass 2 - 1960 – Gentlemannaligan - 1961 – Kanonerna på Navarone - 1964 – Skott i mörkret | Som regissör - 1961 – Oskyldiga ögon - 1962 – Rum för obemärkt - 1964 – Skuggan av ett mord - 1965 – Fånglägret Changi - 1966 – Man bara dör... eller historien om det lefvande liket - 1968 – Fallet Henry Clarke - 1975 – Fruarna i Stepford - 1976 – Glasskon och rosen - 1978 – Över alla hinder |